# 1927年香港潔淨局選舉
1927年香港潔淨局選舉原定在12月30日舉行，選出潔淨局一名非官守議員。布力架在無競爭下當選。